# Sarcophaga schnabli
Sarcophaga schnabli är en tvåvingeart som beskrevs av Villeneuve 1911. Sarcophaga schnabli ingår i släktet Sarcophaga och familjen köttflugor.
Artens utbredningsområde är Frankrike. Inga underarter finns listade i Catalogue of Life.